# Arakatsu Bunsaku

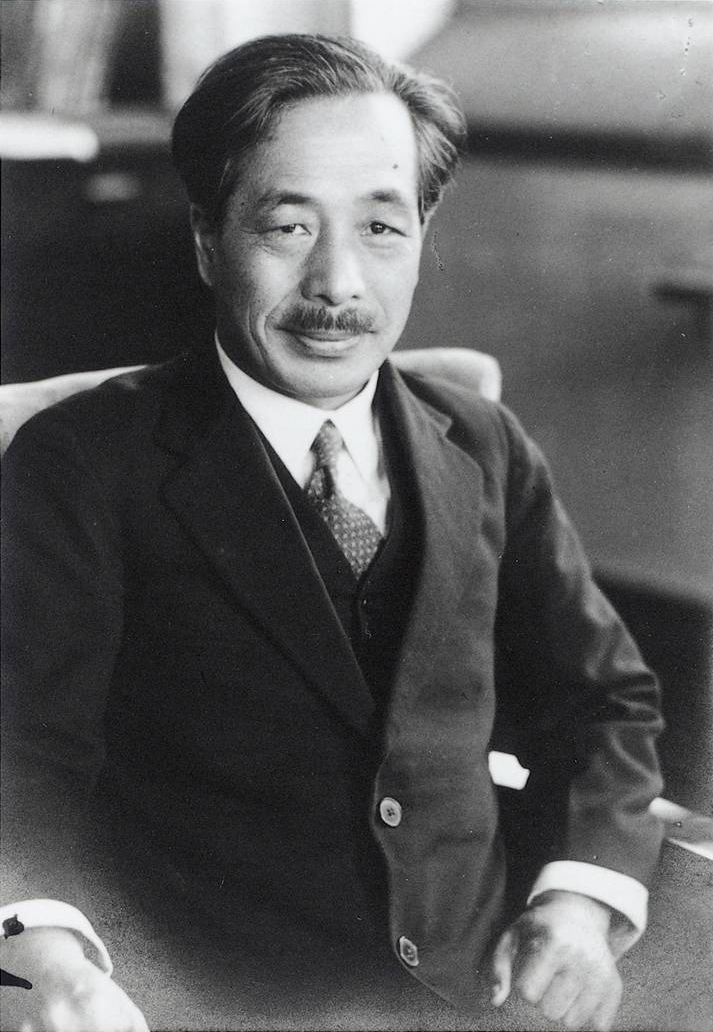
Arakatsu Bunsaku (1943)

Arakatsu Bunsaku (jap. 荒勝 文策; * 25. März 1890; † 25. Juni 1973) war ein japanischer Physiker, der im Zweiten Weltkrieg das japanische Atomforschungsprogramm der Kaiserlich Japanischen Marine leitete. Arakatsu war ein Student Albert Einsteins.
Arakatsu Bunsaku studierte an der Kaiserlichen Universität Kyōto und wurde 1928 Professor an der Kaiserlichen Universität Taihoku (heute Staatliche Universität Taiwan) und 1936 an seiner Alma Mater.
Arakatsu Bunsaku baute 1934 einen eigenen Teilchenbeschleuniger und stellte fest, dass jede Spaltung eines 235U-Atoms im Mittel 2,6 Neutronen freisetzt. Er veröffentlichte sein Ergebnis am 6. Oktober 1939 in einer Physik-Fachzeitschrift. In der Folgezeit führte Arakatsu mit anderen Physikern an der Universität Kyōto Gespräche über die Nutzungsmöglichkeiten der Atomenergie und schloss sogar die Entwicklung einer Atombombe nicht aus. Er stellte zu diesem Zweck ein Forschungs- und Entwicklungsteam zusammen, dem auch Sakae Shimizu und der spätere japanische Physik-Nobelpreisträger Hideki Yukawa angehörten. Das Institut für chemische und physikalische Forschung und ein Konzern in Hugnam in der damaligen japanischen Kolonie Korea unterstützten die Bemühungen. Das Projekt wurde 1942 unter dem Codenamen F-Go gestartet und war primär dafür vorgesehen, Erdöl durch Atomenergie zu ersetzen, da durch die Lage im Pazifikkrieg Erdöl zu einem kostbaren Gut geworden war und stetig knapper wurde. In diesem Punkt unterschied es sich zu dieser Zeit kaum vom etwa gleichzeitig angelaufenen deutschen Atomprogramm. Bunsaku entschied sich für die Urananreicherung mittels Zentrifugen und nicht für die thermische Diffusion, die Yoshio Nishina in Tokio ausprobierte. Er setzte seine Arbeit bis 1945 fort, auch nachdem Nishinas Anlage von den Alliierten bombardiert worden war. Je mehr sich jedoch das Blatt gegen die Japaner wendete, desto intensiver wurde auch die Forschung zum Bau einer Atombombe vorangetrieben. Unmittelbar nach dem amerikanischen Atombombenabwurf auf Hiroshima kam die Weisung von Marineminister Mitsumasa Yonai eine Untersuchungskommission zu bilden und im betroffenen Gebiet die Auswirkungen der ersten Atombombenexplosion zu untersuchen. Die nach Tokio verbrachten Berichte und Artefakte gingen größtenteils nach Kriegsende verloren. Einige befinden sich heute im Yamato-Museum in Kure.